# Jean-Claude Grèt
Jean-Claude Grèt (* 21. Oktober 1930 in Lausanne; † 10. Juli 2001 in Yvonand) war ein Schweizer Radrennfahrer.

## Sportliche Laufbahn
Grèt war im Strassenradsport aktiv. Er begann mit dem Radsport im Verein «Cyclophile Lausannois». Von 1953 bis 1959 war er Unabhängiger und Berufsfahrer. 1958 siegte er bei den Schweizer Strassen-Radmeisterschaften im Einzelrennen vor Toni Gräser. Zweiter wurde er in der Nordwestschweizer Rundfahrt 1956. In der Tour de l’Oise 1959 wurde er Zweiter hinter Joseph Wasko.
Die Tour de France fuhr er zweimal mit der Schweizer Nationalmannschaft. 1956 wurde er 60. und 1958 67. der Gesamtwertung. Die Tour de Suisse bestritt Grèt siebenmal. 1954 wurde er 48., 1955 51., 1956 33., 1957 36., 1958 20. und 1959 9. 1953 hatte er die Rundfahrt nicht beendet.
Bei den Strassenradsport-Weltmeisterschaften 1956 wurde er 24. im Profirennen.

## Berufliches
Grèt betrieb ein Grosshandelsgeschäft für Sportartikel in Lausanne.